# 燕石雑志
『燕石雑志』（えんせきざっし）は、江戸時代後期に滝沢解（曲亭馬琴）が著した随筆。文化8年（1811年）刊、全5巻6冊。
古今の多岐にわたる事物を、和漢の書籍によって考証した作品である。

## 内容
「日の神」「鬼神余論」「古歌の訛」「俗呪方」など59編の考証を収める。とくに日本の伝承（桃太郎、舌切雀、猿蟹合戦など）や古風俗について、精緻な考証に基づいた馬琴独自の見解が示されている。